# Anthony Ian Berkeley
Anthony Ian Berkeley, känd som Too Poetic, född 15 november 1964, död 15 juli 2001, var en amerikansk rappare och producent. Han var en av grundarna av hip-hop-gruppen Gravediggaz, där han hade pseudonymet Grym Reaper.
Han dog på Cedars-Sinai Medical Center i Los Angeles av koloncancer.